# 吳德旋
吳德旋（1767年—1840年），字仲倫，江蘇宜興（今屬江蘇）人。
師事姚鼐，其弟子為呂璜，記述有《初月樓文鈔》10卷，卷首曰：「道光戊子，吳仲倫先生館於鄞。十二月，將返宜興，過杭，而璜留焉。住叢桂山房凡二十餘日，所親承口講指畫，恐其久而忘也，條記之如左。」著有《續鈔》8卷、《詩鈔》4卷等。